# Personliga utsläppsrätter
Personliga utsläppsrätter kallas de förslag på utsläppsrätter där det är individer som tilldelas utsläppsrätterna istället för företag och organisationer. Syftet med personliga utsläppsrätter är att stärka incitamenten för individer att inrätta sina liv på ett sådant sätt att det medför låga utsläpp av växthusgaser, till exempel koldioxid. 

## Politisk debatt om förslaget

### Sverige
I Sverige har David Jonstad, författare och journalist på Effekt Magasin, argumenterat för personliga utsläppsrätter, eller koldioxidransonering som han föredrar att kalla det. Han utvecklar tankarna i boken Vår beskärda del (2009).. Kristdemokraterna har också visat intresse för idén.

### Storbritannien
Diskussioner pågår i Storbritannien.